# 龍堂里駅
龍堂里駅（リョンダンリえき）は、朝鮮民主主義人民共和国咸鏡北道慶源郡に位置する朝鮮民主主義人民共和国鉄道省咸北線の駅である。

## 歴史
- 1930年10月1日：承良駅として開業[1]。
- 日時不明：龍堂里駅に改称。

## 隣の駅
朝鮮民主主義人民共和国鉄道省
咸北線
農圃駅 - 龍堂里駅 - 新乾駅